# Ericek, Espiye
Ericek là một xã thuộc huyện Espiye, tỉnh Giresun, Thổ Nhĩ Kỳ. Dân số thời điểm năm 2011 là 1.049 người.